# Reeve Carney
Reeve Carney (New York, 18 aprile 1983) è un attore e cantante statunitense,  noto principalmente per il musical di Broadway Spider-Man: Turn Off the Dark, in cui interpreta Peter Parker.

## Carriera
Suo zio era il famoso attore Art Carney. Nel 2014 ha interpretato il ruolo di Dorian Gray nella serie tv Penny Dreadful, trasmesso sul canale via cavo Showtime. Ha inoltre partecipato come protagonista nel videoclip di "I Knew You Were Trouble" della cantante Taylor Swift nel 2012. Tra il 2008 e il 2011 ha avuto una relazione con la cantante australiana Lisa Marie Origliasso, del duo pop The Veronicas. Dal 2016 ha una relazione con l'attrice e cantante Victoria Justice, conosciuta sul set del film remake The Rocky Horror Picture Show: Let's Do the Time Warp Again.

## Discografia

### Album
- Looking Glass EP (2004)
- Nothing Without You EP (2008)
- M. Green Vol. 1 (2010)
- Youth Is Wasted (2016)

### Album Live
- Live at Molly Malone (2006)

## Teatro
- Spider-Man: Turn Off the Dark, colonna sonora di Bono e The Edge, libretto di Julie Taymor, Glen Berger e Roberto Aguirre-Sacasa, regia di Julie Taymor. Lyric Theatre di Broadway (2010)
- Hadestown, colonna sonora e libretto di Anaïs Mitchell, regia di Rachel Chavkin. Citadel Theatre di Edmonton (2017), National Theatre di Londra (2018) e Walter Kerr Theatre di Broadway (2019-2023)

## Filmografia

### Cinema
- Fort Washington - Vita da cani  (The Saint of Fort Washington), regia di Tim Hunter (1993)
- La neve cade sui cedri (Snow Falling on Cedars), regia di Scott Hicks (1999)
- Toy Boy - Un ragazzo in vendita (Spread), regia di David Mackenzie (2009)
- The Tempest, regia di Julie Taymor (2010)
- Gemini, regia di Aaron Katz (2017)
- House of Gucci, regia di Ridley Scott (2021)

### Televisione
- Dave's World - serie TV, 1 episodio (1994)
- Penny Dreadful - serie TV, 18 episodi (2014-2016)
- The Rocky Horror Picture Show: Let's Do the Time Warp Again - film TV (2016)

### Doppiaggio
- Pom Poko (平成狸合戰ぽんぽこ), regia di  Isao Takahata (1994)
- Father of the Pride - serie TV, 1 episodio (2004)

## Doppiatori italiani
- Alessio Nissolino in Penny Dreadful, The Rocky Horror Picture Show: Let's Do the Time Warp Again
- Stefano De Filippis in La neve cade sui cedri
- Alessandro Rigotti in House of Gucci